# 竹浪秀行
竹浪 秀行（たけなみ ひでゆき、1973年1月8日 - ）は日本のイラストレーター。神奈川県出身。血液型A型。
肉感的なリアルタッチとポップなディフォルメタッチの両極端な画風を使い分ける。主にゲーム、アニメーション作品のキャラクターデザインや、ライトノベルの挿絵等で活躍。
ゲーム・アニメ企画会社レッドカンパニー（現：レッド・エンタテインメント）を経て現在はフリー。

## 主な作品

### ゲーム
- 熱血大陸バーニングヒーローズ（BGグラフィックス、オブジェクト・グラフィックス、キャラクター・デザイン）
- サクラ大戦（設定協力）
- みつめてナイト（キャラクターデザイン）
- サクラ大戦2 〜君、死にたもうことなかれ〜（敵キャラクターデザイン）
- サウザンドアームズ（デザイン協力）
- ロボットポンコッツ2（サブキャラ原案）
- 機動新撰組 萌えよ剣（敵キャラクター原案）
- ぷよぷよフィーバー（キャラクター・背景デザイン、イラスト） ※続編の『ぷよぷよフィーバー2【チュー!】』以降は不参加
- クリムゾンティアーズ（キャラクターデザイン）
- 拳獣 -KENJU-（キャラクターデザイン） ※開発中止
- ミラクルサマナー キュイ 〜黄昏のルビーと秘密の約束〜（日本版イラスト）
- セオス オンライン（日本版イラスト）
- アルテイル（カードイラスト）
- Legend of LUNA（日本版イラスト）
- エンジェル戦記（日本版イラスト）
- グランディア オンライン（アイテムデザイン）
- ドクターロートレックと忘却の騎士団（キャラクターデザイン、イラスト）
- 限界凸騎 モンスターモンピース（モンスターカードイラスト）
- 友情装着!ブットバースト（魔の1弾キービジュアル）[1]
- エルダーサイン（キャラクターデザイン、イラスト）
- コアマスターズ（日本版イラスト）
- 星喰 -ホシクイ-（イラスト）
- ロストクルセイド ※たけなみそ名義
- エアシップQ（キャラクターデザイン）
- スーパーボンバーマン R（キャラクターデザイン、メカニカルデザイン、カットシーン／イラストレーター）
- 桃太郎電鉄 〜昭和 平成 令和も定番!〜（キャラクターデザイン、イラスト）
- スーパーボンバーマン R 2（キャラクターデザイン、メカニカルデザイン、カットシーン／イラストレーター）
- 桃太郎電鉄ワールド 〜地球は希望でまわってる!〜（キャラクターデザイン、イラスト）

### アニメ
- サクラ大戦TV（設定協力）
- ふたりはプリキュア Max Heart（キャラクターデザイン協力）
- ふたりはプリキュア Splash Star（キャラクターデザイン協力）
- Yes!プリキュア5（キャラクターデザイン協力）
- Yes!プリキュア5GoGo!（キャラクターデザイン協力）

### ライトノベル
- ソード・ワールド短編集 バブリーズ・リターン（キャラクターデザイン、挿絵）
- どかどかどかん（キャラクターデザイン、挿絵）
- アベノ橋魔法☆商店街（挿絵）
- 感応者SAKI ネットストーカーの罠（キャラクターデザイン、挿絵）
- ゲートキーパーズ1985 二つの刻の狭間で（挿絵）
- 総統は女子高生1 めざせ!悪の一番星!!（キャラクターデザイン、挿絵）

### 漫画
- みつめてナイト Another Story（月刊ドラゴンジュニア連載・カドカワコミックス）
- まゆみ みえちゃいます（エースネクスト読み切り）

### その他
- 無限のファンタジア（イラストマスター）
- ビックリマン ルーツ伝
- カードファイト!! ヴァンガード
- プロ生ちゃん トレシー（クリーニングクロス）
- コトブキヤ 夜叉姫（原型製作、彩色見本）